# Пайне Вінгейт
Пайне Вінгейт (англ. Paine Wingate; 14 травня 1739, Еймсбері — 7 березня 1838, Стратем) — американський проповідник, фермер і державний діяч.

## Біографія
Вінгейт народився 14 травня 1739 року в Еймсбері. Його батько (теж Пайне) був священиком. Закінчив Гарвард у 1759 році.
У 1763 році Вінгейт був висвячений у священики Конгрегаційної церкви. Став пастором у Гемптон-Фоллс, Нью-Гемпшир. 
У 1776 року Вінгейт залишив служіння і переїхав у Стратем, де зайнявся фермерством.
Вінгейт був обраний на кілька термінів до Палати представників Нью-Гемпшира і делегатом конституційних зборів штату в 1781 році.
У 1788 році — делегат Континентального конгресу. Незважаючи на те, що сам він був проповідником, Вінгейт успішно запропонував скоротити зарплату двом капеланам Континентального конгресу на 25%, імовірно, хоча б частково через непосильні фінансові проблеми конфедерації. Вінгейт був переконаним прихильником ратифікації Конституції Сполучених Штатів, написавши в березні 1788 року таке:
|  | Ті, хто бажає добра своїй країні і найкраще знає ситуацію, в якій ми перебуваємо, найбільше розуміють необхідність його прийняття, і докладають великих зусиль, щоб домогтися його завершення. |

Нью-Гемпшир призначив його до першого Сенату Сполучених Штатів, у якому він пропрацював із 4 березня 1789 року до 3 березня 1793 року. 
Потім його обрали до Палати представників, де він пропрацював із 4 березня 1793 року до 3 березня 1795 року.
У період із 1789 до 1794 року обговорення в Сенаті США проводили таємно, що підтримував Вінгейт: «Який би вигляд мали всі дрібні домашні оборудки навіть самої добре влаштованої сім'ї, якби їх виставили на загальний огляд; і хіба це не можна застосувати до більшого органу?». 
Він вважав, що секретність сприяє повазі до Сенату: «бути трохи прихованішим від сторонніх очей сприятиме його респектабельності в думці країни».
Будучи членом Сенату, Вінгейт входив до складу комітету, який розробляв Судовий акт 1789 року, що створив федеральну судову систему. Пайне розчарований тим, що законопроєкт «не поширюватиметься на десяту частину справ, які за Конституцією могли б надходити до федерального суду». Решта дев'ять десятих справ, що виникають відповідно до Конституції і законів Сполучених Штатів, залишалися на розсуд судів штатів. Вінгейт голосував проти законопроєкту, але його ухвалили.

## Кар'єра і смерть
Після служби на державній службі він працював помічником судді Верховного суду Нью-Гемпшира з 1798 по 1808 рік. Щойно він ухвалив рішення, передумати було малоймовірно. За словами Теофілуса Парсонса, «було дуже важливо, щоб ваш суддя Вінгейт сформував правильну думку до того, як він її озвучить, — адже після цього закон, розум і авторитет будуть марні».
Після смерті Джеймса Медісона 1836 року Вінгейт привернув до себе увагу тим, що прожив так довго . Протягом кількох років він був найстаршим випускником Гарварду. Дружина Вінгейта, Юніс, була сестрою державного секретаря Тімоті Пікеринга і померла 1843 року, переступивши столітній рубіж. Вінгейтів поховано на цвинтарі Стратем.